# Кардимовски рејон
Кардимовски рејон (рус. Кардымовский район) административно-територијална је јединица другог нивоа и општински рејон у централном делу Смоленске области, у европском делу Руске Федерације.
Административни центар рејона налази се у варошици Кардимово са нешто мање од 5.000 становника. Према проценама националне статистичке службе, на подручју рејона је 2014. живело 12.352 становника или у просеку 11,3 ст/км².

## Географија
Кардимовски рејон обухвата територију површине 1.095,3 км² и на 24. је месту по површини међу рејонима Смоленске области. Граничи се са Глинкавичким рејоном на југоистоку, са Дорогобушким на истоку, на северу је Духовшчински, а на југу Починковски рејон. На западу је ограничен територијом Смоленског рејона, односно Јарцевског на североистоку.
Преко 90% територије рејона налази се на пространој равници уз десну обалу Дњепра, док се једино на крајњем северозападу налазе мање површине које припадају целини Духовшчинског побрђа (микроцелина Смоленског побрђа). Надморске висине територије варирају од 165–200 m у низијским, до 200–250 m у зонама побрђа. Најраширенији су флувијални облици рељефа, а чести су и глацијални облици у виду моренских брежуљака.
У западним деловима доминирају подзоласта, а у источним алувијална тла. Под шумама је око 20% површина, а доминирају мешовите борово-јелове шуме и бреза. 
Преко територије рејона протиче десетак река, од којих је свакако најзначајнија река Дњепар са притокама Хмост, Велики и Мали Вопец, Орлеја и друге.

## Историја
Кардимовски рејон успостављен је 1929. из делова некадашњег Смоленског, Духовшчинског и Дорогобушког округа Смоленске губерније. Међутим, непуну годину по успостављању укинут је, а његова територија присаједињена Смоленском рејону. Поново је успостављен 1935, и егзистирао све до 1963. када је поново укинут. Године 1977. поново је успостављен као општински рејон Смоленске области и од тада се налази у садашњим границама.

## Демографија и административна подела
Према подацима пописа становништва из 2010. на територији рејона је живело укупно 11.852 становника, а око 40% популације је живело у административном центру. Према процени из 2014. у рејону је живело 12.352 становника, или у просеку 11,3 ст/км².
| 1959. | 1970. | 1989.  | 2002.  | 2010.  | 2014.   |
| ----- | ----- | ------ | ------ | ------ | ------- |
| ---   | ---   | 13.505 | 12.521 | 11.852 | 12.352* |

Напомена: према процени националне статистичке службе.
На територији рејона постоји укупно 167 руралних насељених места организованих у виду 8 сеоских општина, и једно градско насеље урбаног типа Кардимово, које је уједно седиште истоимене урбане општине.

## Привреда и саобраћај
Најважнији извор прихода је пољопривредна производња, а готово половину рејонске територије чине обрадиве површине. Најважнији пољопривредни производи су сточна храна и житарице.
Саобраћајна мрежа преко територије Кардимовског рејона је веома густа, а то превасходно захваљујући близини Смоленска. Туда пролазе железничке трасе Москва–Минск и Смоленск–Сухиничи. Северним делом рејона пролази међународни аутопут М1 који повезује Москву са Минском, а од републичког значаја је и друмски правац 66К-12, познат и као Стари смоленски пут на линији Смоленск–Дорогобуж–Вјазма.